# Rance II -反逆の少女たち-
『Rance II -反逆の少女たち-』（ランス2　はんぎゃくのしょうじょたち）は、1990年5月15日にアリスソフトから発売されたアダルトゲームであり、Ranceシリーズの第2作である。
1991年6月1日には、ヒントディスクが発売されており、同ディスクにはミニゲーム「SDらんす-犯人は、誰だ-」が収録されている。
このミニゲームには同作のキャラクターが登場しているものの、本編とのつながりはない。
本作はカスタムの町を沈没させた4人の魔女をランスが懲らしめに行く物語であり、彼女たち4人はのちのシリーズにおいて準レギュラーとして登場する。
本作は1997年12月18日発売のWindows用ソフト『ALICEの館4・5・6』に収録された。
また、2009年12月18日発売のファンディスク『アリス2010』には、グラフィックと一部のシナリオテキストをリニューアルした『Rance02 -反逆の少女たち-』（以下：『ランス02』）が収録されている。なおシナリオを大幅にリニューアルした『02改』も存在するが、単体では入っておらず、『02』に『アリス2010』に収録されているパッチファイルをあてることによりプレイできる。
また、2023年4月には、TADAがアリスソフトの許可を得たうえで『ランス02』を無料で公開した。

## あらすじ
前作『Rance -光をもとめて-』（以下：『I』）の出来事から間もないある日、突然自由都市地帯にあるカスタムという町が地下に沈み込む事件が起きる。真相解明の依頼を受けて町を訪れたランスは、近隣住民の話からカスタム四魔女という4人の魔女の存在を聞き出し、彼女たちの退治に乗り出す。
四魔女の正体は魔法使いラギシスの弟子であり、彼は装着者の魔力を自らに転送させる「フィールの指輪」を卒業祝いという名目で弟子たちに与えていた。ところがこの指輪には装着者の正気を奪う副作用があり、弟子の一人である魔想志津香が発狂してラギシスを殺してしまう。その後、復讐心に囚われた志津香が他の三人を扇動して、禁忌の魔法を使い始めた結果、カスタムに被害が及んだのがことの真相であった。
ランスは四魔女の一人であるマリア・カスタードを犯して、正気に戻させる。
また、残りの四魔女も同様に指輪の副作用から解放された。
その後、ラギシスは復活したが、ランスと共闘した自分の弟子たちによって倒される。

## 登場人物
以下に記載する人物以外にも、幕間には案内役としてアリスソフトのマスコットキャラクター・アリスが登場するほか、アリスソフトが展開していたパソコン通信のユーザたちも何らかの形で登場している。

### ランス一行
ランス
シィル・プライン
ミリ・ヨークス

### ラギシスと弟子たち
ラギシス
魔想志津香
マリア・カスタード
エレノア・ラン
ミル・ヨークス

### その他
芳川今日子
芳川眞知子
チサ・ゴード

## システム
本作のシステムはRPGに該当する。大まかなシステムは前作『I』と同様だが、戦闘が集団戦に変更された。また、本作は章立てとなっており、中盤過ぎまで別行動をとるランスとシィルをそれぞれ主人公として操作することができる。
このほかにも新たに取り入れられた要素として、「女の子モンスター」や、ドロップアイテムの調査などが挙げられる。

## 開発
前作同様、本作もアドベンチャーゲームのシステムで無理矢理RPGとしての体裁を整える形で開発された。たとえば、キャラクターがマップを歩く場面は、BASICのPAINTという命令を用いて「キャラクターが歩く度に地面の色が変わる」という形で表現された。
デザイナーのYUKIMIがファンタジー作品をよく知らなかったため、同作に登場するカスタム四魔女の一人・魔想志津香は黒いローブと大きな帽子という、魔法使いのステレオタイプに酷似したデザインになった。
前作ではヒント集が冊子形式で別に売られていたのに対し、本作ではヒント集に代わる「ヒントディスク」が初めて制作された。同作のマニュアルには、初めてランス世界の大陸全体の姿が明らかにされた。
PC88への移植は、当時新人だったぷりんが手掛けた。本来、PC98向けに作成したデータをPC88にコンバート移植をするとグラフィックが崩れてしまうが、ぷりんがすべてPC88向けにグラフィックを描きなおしたことで、クォリティの保持に成功した。

### シナリオ
TADAは2021年のブログ記事の中で、本作のシナリオの規模（プレイ時間:6～7時間、長編映画1本程度）が最もよくできていたと振り返っている。
TADAは今読み返すとテキストの下手さに恥ずかしくなるとしつつも、プレイヤーに楽しんでもらうべく、思いつく限りのアイデアを詰め込んだり、全6章という長さの中で展開に変化を持たせることができたとも語っている。
物語の途中で視点となるキャラクターが入れ替わるというシステムは、TADAが過去にプレイしたゲームをヒントに取り入れられた。

### 開発（ランス02）
『ランス02』は開発期間中に体調を崩したTADAに代わり、イラストレーターの織音がスタッフを集めて企画を進めた。
このため、シナリオやゲームデザインが『II』のままであり、改良を考えていたとTADAは2023年のブログの中で振り返っている。
一方、『アリス2010』は初回限定生産品であり、ダウンロード販売も行われなかったため、長年購入手段が限られていたが、TADAは「ランスシリーズ全部をプレイ可能な状態にしておきたい」という考えから、アリスソフトの許可を得たうえで、2023年4月に『ランス02』の無料配布が行われた。

## その他
パッケージとマニュアルの表紙は『Rance VI』までストーリー上は全く出てこないナギのイラストになっている。
現在アリスソフトの「配布フリー宣言」対象ソフト。ストーリーをまとめたダイジェスト版も配布されている。
本作にてHシーンのテーマソングとして「我が栄光」が使われた。同楽曲は、ドイツ民主共和国の国歌である｢廃墟からの復活｣のメロディを引用したものであり、のちのシリーズでも多く使われるようになった。

## 評価
ゲーム雑誌編集者の前田尋之は著書『MSXパーフェクトカタログ』の中で、MSX2版について、前作ではランス単独での戦いだったのに対し、本作では仲間との共闘へと変化して、楽しみも増えたと述べている。また、前田はシナリオがキャラクターに迫った内容で深みも増したとした一方で、ランスの目的は明確でわかりやすいと述べている。